# Mimudea octonalis
Mimudea octonalis là một loài bướm đêm trong họ Crambidae.